# Вейца
Вейца (пол. Wiejca) — село в Польщі, у гміні Кампінос Варшавського-Західного повіту Мазовецького воєводства.
Населення — 437 осіб (2011).
У 1975-1998 роках село належало до Варшавського воєводства.

## Демографія
Демографічна структура станом на 31 березня 2011 року:
|          | Загалом | Допрацездатний вік | Працездатний вік | Постпрацездатний вік |
| -------- | ------- | ------------------ | ---------------- | -------------------- |
| Чоловіки | 217     | 47                 | 143              | 27                   |
| Жінки    | 220     | 40                 | 113              | 67                   |
| Разом    | 437     | 87                 | 256              | 94                   |